# Prieuré d'Avrillé
Le prieuré d'Avrillé est un prieuré situé à Beaufort-en-Vallée, en France.

## Localisation
Le prieuré est situé dans le département français de Maine-et-Loire, sur la commune de Beaufort-en-Vallée.

## Historique
L'édifice est classé au titre des monuments historiques en 1972 et inscrit en 1972.